# Raymond Guilbert
Raymond Guilbert, né le 18 août 1919 à Périers (Manche) et mort le 28 juin 1999 à Saint-Samson-de-Bonfossé (Manche), est un homme politique français.
Notaire de profession, et maire de Saint-Samson-de-Bonfossé de 1964 à 1977, il est élu en 1967 député de la 1re circonscription de la Manche (Saint-Lô), élu sous l'étiquette "libéral-Ve République" (gaulliste dissident), non-inscrit pendant la législature 1967-1968, reconduit pour la législature 1968-1973 sous l'étiquette de l'Union des démocrates pour la République.